# Куликівська центральна районна бібліотека
Куликі́вська центра́льна райо́нна бібліоте́ка — публічна бібліотека в смт Куликівка, Чернігівська область.
Інформаційний, культурний, дозвіллєвий центр Куликівського району. Заснована 1898 року.
Куликівська центральна районна бібліотека має фонд понад 32 тис. прим. книг, періодичних видань та інших документів. Є методичним та координаційним центром для 16 бібліотек-філій. Щорічно обслуговує 1600 користувачів, видає близько 32000 джерел інформації, виконує 360 бібліографічних довідок.

## Історія
Заснована 1898 року, у 1923 році, після створення Куликівського району, бібліотека стала районною. Бібліотека кілька разів переїзжала в інше приміщення. У 2014-2015 роках в приміщенні зробили ремонт і 13 лютого 2015 року відремонтоване приміщення було відкрито.

## Структура
Основні послуги надають: відділ комплектування та обробки, відділ обслуговування, до складу якого входять читальний зал та абонемент, відділ методичної та інформаційно-бібліографічної роботи. Щорічно бібліотека приймає близько 13 тис. відвідувачів.

## Послуги
До послуг користувачів: книжковий фонд різних за тематикою і жанрами видань; великий довідково-бібліографічний апарат (система каталогів і картотек, довідкова і навчальна література та ін. джерела інформації); консультаційно-інформаційний центр (кваліфікований підбір матеріалів, оперативне інформування, пошук потрібної інформації, бібліографічні консультації); доступ до світових інформаційних ресурсів через мережу інтернет.

## Клуби, об'єднання, центри
При бібліотеці працює літературно-мистецька світлиця «Стежина», яка щомісячно збирає творчих людей заради спілкування, обміну досвідом та розширення кругозору. У рамках «Стежини» проводяться літературні вечори, презентації книжок, години поезії, арт-виставки, відзначення ювілейних дат місцевих письменників та поетів, зустрічі з письменниками, автограф-сесії. Результатом праці стежинівців стали дві збірки поезій та прози «Первоцвіт» та «Коли слово чарує…»

## Методичний центр
Центральна бібліотека як методичний центр сприяє вивченню, узагальненню та впровадженню передового досвіду в практику роботи книгозбірень району. Проводить навчання бібліотечних фахівців ЦБС на семінарах, практикумах. Ефективними формами є години корисних порад, методичні дайджести, творчі майстерні, ділове спілкування та ін.

## Видавнича діяльність
Центральна бібліотека видає бібліографічні покажчики, методичні рекомендації, методико-бібліографічні матеріали, видання серій «Видатні історики та краєзнавці Куликівщини», краєзнавчі матеріали, тематичні буклети тощо.